# 村上健志
村上 健志（むらかみ けんじ、1980年〈昭和55年〉12月8日 - ）は、日本のお笑い芸人、俳人。お笑いコンビ「フルーツポンチ」のボケ・ネタ作り担当。立ち位置は向かって右。相方は亘健太郎。吉本興業所属。

## 来歴
茨城県稲敷郡牛久町（現在の牛久市）出身。牛久市立中根小学校、牛久市立下根中学校、茨城県立竜ヶ崎第一高等学校、青山学院大学経済学部を卒業した。
2004年4月、東京NSCに入学（10期生）。翌年に同期の亘健太郎とフルーツポンチを結成。
2015年4月28日、稀勢の里とともに、牛久市の初代観光大使に任命された。
2023年8月9日、一般女性との結婚を公表したが、のちにその相手が女優の木乃江祐希であることが判明。又吉直樹（ピース）の紹介で知り合ったという。

## 人物
- 血液型B型。身長172cm。男子3人兄弟の次男[2]。
- 通称・ニックネームは村健、ペニ村上、ベジペニ、ペニさん[6]、ペニスさん、ヒザ神、ヒザ姐（読み方は「ひざしん」。由来は後述）、ポンチ君。
- 性格は人見知りで、初対面の人とは喋れないと自己分析している[7]。その反面ナルシストな自身のキャラクターやコントでの役柄などから、「うざい」と評されることがある[8]。役者志望だった時期もある[9][10]。2010年7月から9月にかけて放送された『ハンマーセッション!』（TBS系）で、連続テレビドラマに初出演をした。
- 長澤まさみの大ファンを公言している[11]。
- 少しでもうまくいったりするとすぐ調子に乗ったり気取ったりする。
- 趣味は短歌と俳句。短歌は先輩のみのるチャチャチャ♪と旅行に行ったことをきっかけに作り始め、小島なおを指導者役に招いたイベント「詠み会」を不定期で開催。2016年の第62回角川短歌賞に応募し、予選通過50篇の中に選ばれた[12]。2020年には、歌人の萩原慎一郎がモデルの映画『滑走路』公開の際には評をプレスリリース等で寄稿している[13]。俳句は『プレバト!!』をきっかけに作り始めた。

## 『プレバト!!』でのエピソード
- 2019年4月4日、同年7月25日の『プレバト!!』の名人・特待生だけの俳句タイトル戦において、2連覇を達成した[14][15]。
- 三省堂の令和3年（2021年）度版中学校3年生向け教科書『現代の国語3』には、村上と藤本敏史（FUJIWARA）が過去に「俳句の才能査定ランキング」で詠んだ句も、夏井いつきの添削例として掲載。当番組では、3人とも収録に臨んでいた『プレバト!!』2020年7月23日放送分（夏の炎帝戦予選）で、その旨が発表された[16]。
- 2020年12月15日に発売した、ナツメ社の『ハンディ版オールカラー よくわかる俳句歳時記』に、村上、光浦靖子、的場浩司の『プレバト!!』で詠んだ句が掲載された[17]。
- 2022年6月2日放送分で、「夕立や楽譜にカンマ書き入れる」句で『プレバト!!』史上3人目の永世名人に前進した。

## その他のエピソード
- 大学在学時から、映画学校の俳優コースへ通っていた。そこでの仲間にお笑いに誘われ[18]、のちに独りでNSCに入ろうとしたがその年は願書締め切り日が過ぎていた。実際にNSCへ入学したのは翌年であった。
- 勉強は昔から得意だったと自負しており[19]、『クイズプレゼンバラエティー Qさま!!』（テレビ朝日系）などのクイズ番組では「インテリ芸人」として出演した[20]。
- 自他ともに認める音痴で[7]、コンビで出場した『お笑い芸人歌がうまい王座決定戦スペシャル』（フジテレビ系、2008年8月19日放送）では、1対26で大敗という結果になった（相手は後輩の渡辺直美）。『めちゃ×2イケてるッ!』（同局、2009年2月14日放送）の1コーナー『お笑い芸人歌がへたな王座決定戦スペシャル』にも出演し、尾崎豊の「OH MY LITTLE GIRL」を披露している。十八番は山崎まさよし「One more time, One more chance」。
- 運動も苦手で、『アメトーーク!』（テレビ朝日系、2010年11月11日放送）の企画「運動神経悪い芸人」の撮影中にほとんど膝が曲がっていないことをカメラマンに指摘され、その映像を観た宮迫博之（元雨上がり決死隊）の発言によりヒザ神、ヒザ姐といったニックネームをつけられ、ナイツの塙には「ヒザ曲がらない芸人」と言われる。また同じ放送で、9年間習っていたサッカーにおいても、リフティングが続かなかった[21]。逆に、走り高跳びでは130cmを軽々とクリアし、バスケはかなりの確率でシュートを成功している。
- 一方で東京マラソン2012に出場し、約5時間30分で完走したこともある[22]。
- 2017年10月19日放送分の『深夜でロンドンハーツ!』では、実際に一緒に仕事をしたことがあるテレビ業界スタッフ166名によるアンケートから好感度芸人と低好感度芸人のランキングが作られ、そのランキングで低好感度1位を記録[23]。
- 2020年から、ものまねのレパートリーを100個増やすという目的で、パワハラ俊彦（田原俊彦）、浜崎だるみ（浜崎あゆみ）などといった、ダジャレとものまねをミックスした「チープものまね」というネタを編み出し、自身のYouTubeチャンネルや『千原ジュニアの座王』（関西テレビ）などで披露している。
- 水バラの「ローカル路線バスVSローカル鉄道乗り継ぎ対決旅」の第3弾にバスチームのメンバーとして参加した際に、初日に宿泊した上田駅前の東横インに部屋の鍵を返すのを忘れてしまい、バスチームがチェックポイントの田沢温泉から上田駅に戻らなければならない事態になった。

## 出演

### バラエティ
レギュラー
- NHK短歌「短歌de胸キュン」（NHK Eテレ、第4日曜、2015年4月 - ）

不定期出演
- プレバト!! （毎日放送）- （俳句・永世名人）
- アメトーーク!（テレビ朝日）「中学の時イケてないグループに属してた芸人」「運動神経悪い芸人」「芸人体当たりシミュレーション」などに出演。
- ロンドンハーツ（テレビ朝日）
- 千原ジュニアの座王（関西テレビ）
- さんまのお笑い向上委員会（フジテレビ）
- じっくり聞いタロウ〜スター近況（秘）報告〜（テレビ東京）
- 芸能人が本気で考えた!ドッキリGP（フジテレビ）

過去の出演
- クイズプレゼンバラエティー Qさま!!（テレビ朝日）
- 人志松本の○○な話（フジテレビ）「好きなものの話」「ゾッとする話」に出演。
- 芸人報道（日本テレビ）
- Shibuya Deep A（NHK総合）
- 爆笑 大日本アカン警察（フジテレビ）
- 秘密のケンミンSHOW（読売テレビ）
- ぐるぐるナインティナイン（日本テレビ）
- ヌメロン（フジテレビ）
- 1番ソングSHOW（日本テレビ）
- バカソウル（テレビ東京）
- ざっくりハイタッチ（テレビ東京）
- 浜ちゃんが!（読売テレビ）
- 内村てらす（日本テレビ）
- 放談ナイト～Hold on Night～（フジテレビ）

### テレビドラマ
- ハンマーセッション!（TBS、2010年7月 - 9月） - ロク役
- 好きな人がいること（フジテレビ、2016年7月18日） - 水族館のスタッフ役
- 墜落JKと廃人教師（MBSテレビ、2023年4月 - 6月） - 翔太。仁の友人。たいやき屋の店主 役
- GO HOME〜警視庁身元不明人相談室〜 第7話（日本テレビ、2024年9月7日） - 白石 役[24]
- パラレル夫婦 死んだ"僕と妻"の真実 第3話・第4話（2025年4月15日・22日） - 作業員 役[25]

### 映画
- おとななじみ（2023年5月12日） - 目黒智弘。楓のお弁当屋のエリアマネージャー 役

### ラジオ
- オレたちゴチャ・まぜっ!〜集まれヤンヤン〜（MBSラジオ、2020年4月26日 - ）
- しずる池田とフルーツポンチ村上のアーバンブルーラジオ（さらば青春の光Official Youtube Channel、2020年9月23日 - ）

### CM
- コカ・コーラ（2012年夏期） - アメトーーク!とコカ・コーラのスペシャルCM
- 日清食品「カップヌードル」おバカへの疾走篇（2016年）

### 映像作品
- オムライス（2011年）
- ゴーストライターホテル（2011年） - 太宰治役
- 東京ベンチストーリー（2012年） - Web版ORICON STYLEで公開されたオリジナル動画、監督・脚本も担当
- Benchi（2013年） - 第5回沖縄国際映画祭で公開された短編映画、監督・脚本も担当
- 猿後家はつらいよ（2013年） - オムニバス映画『らくごえいが』の中の1話
- クローバー（2014年） - 合田光成 役
- おとななじみ（2023年公開予定） - 目黒智弘 役[26]

### ライブ
- 吉本興業presents「ドラマ部」 - 宮地謙典（ニブンノゴ!）・福田恵悟（LLR）とのトークライブ、新宿ネイキッド・ロフト他

### 舞台
- 神保町ドラマストーリー（2013年4月9日 - 4月14日、神保町花月）

### ミュージックビデオ
- RED DIAMOND DOGS 「RED SOUL BLUE DRAGON」（2018年）[27]

## 書籍
- フルーツポンチ村上健志の俳句修行（ISBN 978-4394990062、春陽堂書店）